# Karel Maxmilián z Thurn-Valsassiny
Karel Maxmilián hrabě z Thurn-Valsassiny (německy Karl Maximilian, Graf von Thurn und Valsassina, 15. října 1643 – 8. června 1716) byl česko-rakouský šlechtic z původně italského rodu Thurnů. Po rodičích vlastnil statky na Vysočině a dosáhl vysokých postů v Čechách a na Moravě, nakonec zastával hodnosti u císařského dvora. Byl rytířem Řádu zlatého rouna.

## Životopis
Narodil se jako nejmladší syn Jana Matyáše z Thurn-Valsassiny a jeho druhé manželky Maxmiliány z Lichtenštejna, dcery knížete Gundakara z Lichtenštejna. 
Ačkoli patřil k méně významné linii rodu Thurnů, díky spříznění s knížecím rodu Lichtenštejnů a maršálem Louisem Raduitem de Souches dosáhl vysokých úřadů v Českém království, na Moravě a nakonec i u vídeňského dvora. V roce 1685 byl jmenován říšským dvorským radou a v letech 1686–1693 byl místokancléřem Českého království se sídlem ve Vídni, mezitím se stal císařským komořím a tajným radou. Kvůli intrikám mocnějších rodin (Černínové z Chudenic) musel v roce 1693 odejít z Vídně a později byl nejvyšším komorníkem a nejvyšším zemským sudím na Moravě.
V letech 1701–1704 byl moravským zemským hejtmanem, jeho působení na Moravě ale není nijak významné, neboť spíše stále usiloval o návrat ke dvoru. To se mu nakonec podařilo a v letech 1704–1711 byl jmenován nejvyšším hofmistrem císařovny Eleonory. Po smrti Josefa I. musel sice tento post uvolnit, ale v roce 1712 obdržel Řád zlatého rouna.

## Majetkové a rodinné poměry

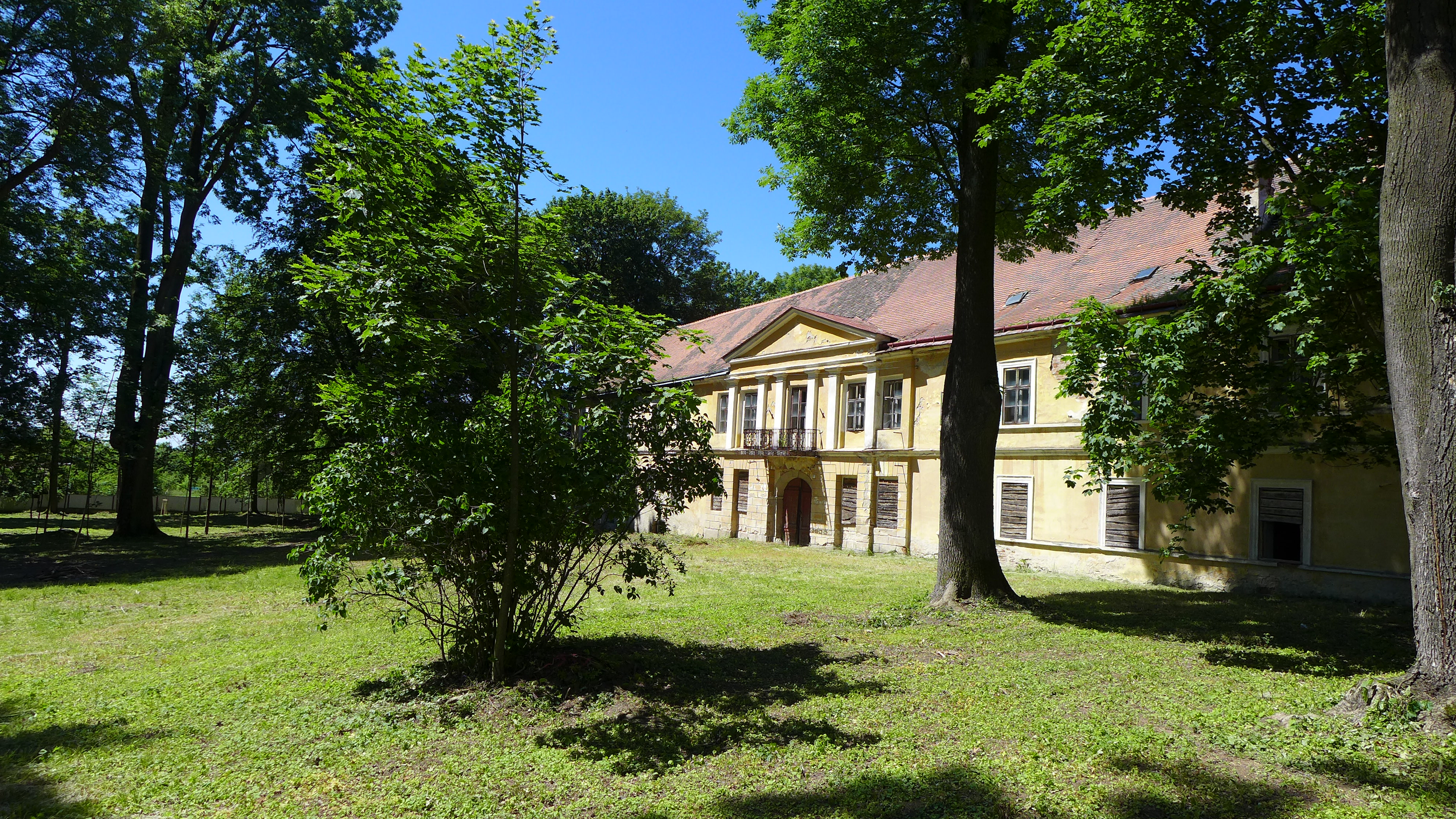
Zámek Krasonice

Na Jihlavsku vlastnil nevelké statky Želetava, Bítovánky a Krasonice se sídelním zámkem v Krasonicích, v roce 1687 koupil dům ve Vídni na Himmelpfortgasse. Poblíž Krasonic na vrchu Humberk nechal v roce 1664 postavit z vděčnosti za vyléčení oční choroby poutní kapli Narození Panny Marie. V roce 1691 se stal spoludědicem zemřelé hraběnky Zuzany z Ditrichštejna, která čtyřem dědicům odkázala panství Malenovice, domy v Uherském Hradišti, v Olomouci a vinice na Hodonínsku. Společné vlastnictví čtyř dědiců, kteří nebyli v příbuzenském vztahu, však nebylo udržitelné a proto bylo již v následujícím roce prodáno za 80 000 zlatých. Později podporoval dominikánský klášter ve Znojmě, kde pobýval po dobu výkonu svých státních úřadů na Moravě. Ve znojemském kostele Nalezení sv. Kříže je také pohřben.
Jeho dědicové prodali panství v roce 1720.

## Rodina
Jeho manželkou byla Anna Dorothea de Souches (1653–1724), dcera císařské polního maršála a hrdiny obrany Brna proti Švédům hraběte Jeana-Louise Raduita de Souches. Manželé měli třináct dětí, šest z nich však zemřelo v dětství. Dospělosti se dožili:
- Johana Kateřina (* 19. prosince 1681) ⚭ 1720 hrabě Jan Kryštof Jindřich z Oedtu († 4. února 1750), majitel zámku Götzendorf
- Marie Rozálie (1694 – 22. prosince 1769) ⚭ Jan Baptista František Antonín z Edlingu a Haidenschaftu († 20. prosince 1744)[5]
- Marie Isabela, dvorní dáma
- Jan Matyáš (1681–1746)[6][7] probošt u sv. Kříže ve Vratislavi, kanovník olomoucké kapituly[8] a sběratel
- František Maria (1675–1749) ⚭ 1708 hraběnka Viktorie Isabela Černínová z Chudenic (1680–1736)
- František Oldřich (1691 – 30. května 1741), císařský generál, komorník
- Antonín Maria (1679 – 17. listopadu 1749), zastával funkce u dvora ⚭ 1712 Marie Anna svobodná paní Kozová z Hradiště († 14. září 1749)[9]